# A Curious Thing
A Curious Thing drugi je studijski album škotske kantautorice Amy Macdonald, koji je u Ujedinjenom Kraljevstvu izašao 8. ožujka 2010. godine. Prvi singl s albuma, "Don't Tell Me That It's Over", izašao je 26. veljače 2010.

## Popis pjesama
Sve pjesme s albuma napisala je Macdonald:
1. "Don't Tell Me That It's Over" - 3:15
2. "Spark" - 3:07
3. "No Roots" - 4:30
4. "Love Love" - 3:17
5. "An Ordinary Life" - 3:36
6. "Give It All Up" - 2:55
7. "My Only One" - 3:32
8. "This Pretty Face" - 3:57
9. "Troubled Soul" - 4:46
10. "Next Big Thing" - 3:30
11. "Your Time Will Come" - 4:32
12. "What Happiness Means to Me" - 4:55

## Singlovi
- Pjesma "Don't Tell Me That It's Over" objavljena je kao prvi i najavni singl s albuma.
- Pjesma "Spark" objavljena je 10. svibnja 2010. kao drugi singl s albuma.
- Kao treći singl objavljena je pjesma "This Pretty Face", za koju je snimljen spot.

## Izvođači
- Amy Macdonald - vokal, gitara

## Vanjske poveznice
- A Curious Thing na službenoj stranici Amy Macdonald (engl.)